# XXe siècle (revue)

XXe siècle est une revue d'art créée en 1938 et dirigée jusqu'à sa mort en 1974 par Gualtieri di San Lazzaro, direction reprise, de 1974 à 1981, par Alain Jouffroy, Pierre Volboudt et Gilbert Lascault.

## La revue

### Première série
Arrivé à Paris en 1924, Gualtieri di San Lazzaro crée en 1938 la revue XXe siècle qui, après six numéros jusqu'en 1939, cesse de paraître pendant la guerre.
- I. Mars 1938, avec une lithographie de Pascin
- II. Mai-juin 1938
- III. 1938, avec six gravures sur bois originales de Vassily Kandinsky
- IV. 1938, avec des gravures originales de Henri Matisse, Giorgio de Chirico, Joan Miró, Jean Arp, Henri Laurens, Alberto Magnelli, Ossip Zadkine et Jean Hélion, lithographies originales de Marcel Duchamp et Max Bill
- V-VI. 1939, lithographies originales de Max Ernst, gravures de Power et Gino Severini, gravure sur bois d'après Vassily Kandinsky

### Nouvelle série
De retour à Paris en 1949, Gualtieri di San Lazzaro reprend la publication de XXe siècle en 1951.
Il y accueille nombre des écrivains et des critiques d'art les plus importants des années 1950 et 1960, notamment Alain Bosquet, Genevieve Bonnefoi, Camille Bourniquel, Georges Borgeaud, Marcel Brion, Georges Boudaille, Jacques Brosse, Michel Butor, Jean Cassou, Denys Chevalier, Pierre Courthion, Hubert Damisch, Pierre Descargues, Bernard Dorival, Jacques Dupin, Mircea Eliade, Jean-Louis Ferrier, Pierre Francastel, André Frénaud, Roger Van Gindertael, Jean Grenier, Pierre Guéguen, Jean Guichard-Meili, J.P. Hodin, Eugène Ionesco, Jean-Clarence Lambert, Jacques Lassaigne, Jean Lescure, Georges Limbour, André Pieyre de Mandiargues, Giuseppe Marchiori, Michel Ragon, Herbert Read, Georges Ribemont-Dessaignes, Raymond Queneau, Michel Seuphor, René de Solier, Jean Tardieu, Yvon Tallandier, Dora Vallier, André Verdet, Pierre Volboudt, Patrick Waldberg. San Lazzaro y écrit lui-même régulièrement.
La revue analyse et soutient dans ces articles le développement des œuvres des artistes de la nouvelle École de Paris. Chaque numéro comporte, outre de nombreuses reproductions, des eaux-fortes et lithographies originales en noir ou en couleurs :
- I. Nouveaux destins de l'art, juin 1951, quatre lithographies originales de Jean Arp, Henri Laurens, Marino Marini et Henry Moore
- II. Nouvelles conceptions de l'espace, décembre 1951, trois lithographies originales de Charles Lapicque, Fernand Léger, Alberto Magnelli et une eau-forte de Jacques Villon
- III. Art et poésie depuis Apollinaire, juin 1952, lithographies originales de Joan Miró, Alexander Calder, Alberto Giacometti et Henri Michaux
- IV. Rapport sur l'art figuratif, 1954, deux bois gravés par Jean Arp, lithographies originales d'Alfred Manessier et Victor Vasarely
- V. La matière et le temps dans les arts plastiques, juin 1955, lithographies originales de Marino Marini, Mark Tobey et Gustave Singier
- VI. Le papier collé du cubisme à nos jours, 1956, pochoirs de Georges Braque, Henri Laurens, Jean Arp, Joan Miró, Alberto Magnelli et Jean Dubuffet
- VII. Dix ans d’art contemporains (1945-1955), juin 1956, lithographies originales et pochoirs de Pablo Picasso, Alberto Giacometti, Serge Poliakoff, Pierre Soulages, Maria Elena Vieira da Silva, Henri Michaux, Sophie Taeuber-Arp et Sonia Delaunay
- VIII. Art et humour au XXè Siècle, janvier 1957, pochoirs de Jean Dubuffet, Jean Arp et Joan Miró, lithographie originale de Joan Miró
- IX. Vrai et faux réalisme dans l’art contemporain, juin 1957, lithographies de Marc Chagall et Jean Fautrier, pochoirs de Sonia Delaunay, Piet Mondrian, Giuseppe Capogrossi, et Alberto Magnelli
- X. L'écriture plastique, mars 1958, lithographies de Pablo Picasso, Jean Dubuffet, Serge Poliakoff et Zao Wou-ki, gravure de Raoul Ubac, zincographie de Henri Michaux, pochoirs de Joan Miró, Max Ernst, Giuseppe Capogrossi et Victor Vasarely
- XI. Les nouveaux rapports de l'art et de la nature, Noël 1958, lithographies originales de Georges Braque et Max Ernst, lithographie d'après Jean Bazaine, pochoirs de Jean Arp, Georges Braque et Jean Bazaine
- XII. Psychologie de la technique, juin 1959, lithographies de Jacques Villon et Hans Hartung, pochoirs de Mark Tobey, Nicolas de Staël et Lucio Fontana
- XIII. Vingt ans avant, Noël 1959, lithographie de Pierre Soulages, xylographie de Pietro Consagra, pochoir de Zoran Mušič
- XIV. Nouvelles situations de l'art contemporain, juin 1960, lithographies originales de Pierre Alechinsky, Fiedler et Marc Chagall
- XV. La révolution de la couleur, Noël 1960, lithographie originale d'Alfred Manessier
- XVI. Renouveau du relief, 1961, lithographies originales de César, Joan Miró et Emilio Vedova
- XVII. Pour un bilan du siècle, noël 1961, lithographie originale de Serge Poliakoff
- XVIII. Construction de l'espace, février 1962, lithographie originale de Maria Elena Vieira da Silva
- XIX. Tournants décisifs, juin 1962, lithographie originale de Jean Arp
- XX. L'art conscience du monde, noël 1962, lithographies originales de Max Ernst, Alfred Manessier et Enrico Baj
- XXI. Renouveau du thème dans l'art contemporain, mai 1963, lithographies originales de Wifredo Lam et Marino Marini
- XXII, Équivalences et confrontations, 1963, lithographies originales de René Magritte, Victor Brauner et César
- XXIII. Un siècle d'angoisse, mai 1964, lithographie originale de Max Ernst en couverture
- XXIV. Permanence du sacré, décembre 1964, lithographie de Roger Bissière en couverture, lithographies originales de Hans Hartung et Joan Miró
- XXV. Aux sources de l'imaginaire, juin 1965, couverture originale de René Magritte, lithographie originale de Maurice Estève
- XXVI. Quatre thèmes : Chagall, portes d’Afriques, la ville, 1907-1917, 1966, couverture de Marc Chagall, lithographies originales de Marc Chagall et Maria Elena Vieira da Silva
- XXVII. Centenaire de Kandinsky, décembre 1966, deux gravures originales sur bois de Vassily Kandinsky
- XXVIII. Bilan de l’art abstrait dans le monde, juin 1967, lithographies originales de Joan Miró et Marino Marini
- XXIX. Vers un nouvel humanisme?, décembre 1967, lithographies originales de Marc Chagall et Alberto Magnelli
- XXX. Panorama 68, juin 1968, lithographies originales de Marino Marini et Maurice Estève
- XXXI. Panorama 68, II, décembre 1968, lithographies originales de Joan Miró et Serge Poliakoff
- XXXII. Panorama 69, I, juin 1969, lithographies originales d'André Masson et Sonia Delaunay
- XXXIII. Panorama 69, II, 1969, lithographies originales de Maurice Estève et Giuseppe Capogrossi
- XXXIV. Panorama 70, I, juin 1970, lithographies originales de Marc Chagall et Pierre Soulages
- XXXV. Panorama 70, II, décembre 1970, lithographies originales de Marino Marini et Anna-Eva Bergman
- XXXVI. Panorama 71, I, juin 1971, lithographie originale de Henry Moore
- XXXVII. Panorama 71, II, décembre 1971, sérigraphie d'Yaacov Agam, lithographies originales d'Alexander Calder et Zao Wou-Ki
- XXXVIII. Panorama 72, I, juin 1972, lithographies originales d'André Masson et Graham Sutherland
- XXXIX Panorama 72, II, décembre 1972, lithographies originales de Sonia Delaunay et Maurice Estève
- XL. Panorama 73,I, U.S.Art I, juin 1973, lithographies originales de Marino Marini, Johnny Friedlaender, Robert Motherwell, Jasper Johns
- XLI. Panorama 73, II, U.S.Art II, décembre 1973, lithographies originales de Hans Hartung et Robert Indiana
- XLII. Panorama 74, I, Le Surréalisme I, juin 1974, lithographies originales de Max Ernst, Richard Lindner et Dorothea Tanning
- XLIII, Panorama 74, Le Surréalisme II, décembre 1974, lithographies originales de Salvador Dalí, Jacques Hérold, Wifredo Lam et Charles Lapicque
- XLIV. Le réel imaginaire : du corps à L'objet, juin 1975, lithographies originales de Enrico Baj, James Rosenquist et sérigraphie de Vladimir Veličković
- XLV. Le réel imaginaire : de la rue à L'espace, décembre 1975, lithographies originales de Man Ray et Roberto Matta
- XLVI. Spécial Japon, septembre 1976, lithographie originale de Joan Miró
- XLVII. Art total, I, décembre 1976, lithographie originale de Joan Miró
- XLVIII. Art total, II, juin 1977, lithographies originales de Maria Elena Vieira da Silva et Wunderlich
- IL. Les métamorphoses de l’abstrait, décembre 1977, lithographie originale de Henry Moore
- L. Panorama 78, juin 1978, lithographie originale de Franco Gentilini
- LII. Hommage à Wifredo Lam, juillet 1979, deux lithographies originales de Lam

### Numéros spéciaux
- Hommage à Marc Chagall, 1969, 1 lithographie originale de Chagall
- Hommage à Henri Matisse, 1970, 1 linoleum exécuté par Matisse en 1938 pour la revue
- Hommage à Max Ernst, 1971, lithographie originale de Ernst
- Hommage à Georges Rouault, 1971, 1 lithographie d'après Rouault
- Hommage à Fernand Léger, 1971, 1 lithographie exécutée par Léger en 1952 pour la revue
- Hommage à Pablo Picasso, 1971, 1 lithographie originale exécutée par Picasso en 1958 pour le numéro X de la revue
- Hommage à Joan Miró, 1972, 1 lithographie originale de Miró
- Hommage à Alexander Calder, 1972, 1 lithographie originale de Calder
- Hommage à Henry Moore, 1972, lithographie originale de Moore
- Hommage à Chagall monumental, 1973, lithographie originale de Chagall
- Hommage à Marino Marini, 1974, lithographie originale de Marini
- Hommage à Maurice Estève, 1975, 4 lithographies originales de Estève
- San Lazarro et ses amis[3], 1975
- Hommage à Vassily Kandinsky, 1976, gravures sur bois de Kandinsky
- Hommage à Dorothea Tanning, 1977, 2 lithographies originales de Miro, 1 lithographie originale de André Masson et 1 lithographie originale de Roberto Matta
- Hommage à Salvadore Dali, 1980, lithographie de Dali 'La Bataille de Tétouan'

## La galerieXXesiècle
En 1959, San Lazzaro crée la galerie XXe siècle, située au 14 rue des Canettes. Il la dirige en y organisant de nombreuses expositions avec Maria Papa Rostkowska (1923-2008), peintre et sculptrice, venue de Pologne à Paris en 1957 grâce à Édouard Pignon, qu'il a épousée en 1958.